# Liste der Kulturdenkmäler in Keidelheim
In der Liste der Kulturdenkmäler in Keidelheim sind alle Kulturdenkmäler der rheinland-pfälzischen Ortsgemeinde Keidelheim aufgeführt. Grundlage ist die Denkmalliste des Landes Rheinland-Pfalz (Stand: 27. Oktober 2023).

## Einzeldenkmäler
| Bezeichnung | Lage                       | Baujahr                            | Beschreibung                                                                      | Bild |
| ----------- | -------------------------- | ---------------------------------- | --------------------------------------------------------------------------------- | ---- |
| Brunnen     | Brunnenweg, bei Nr. 1 Lage | zweite Hälfte des 19. Jahrhunderts | Brunnenbecken, Gusseisen, Rheinböllener Hütte, zweite Hälfte des 19. Jahrhunderts | BW   |